# Ударение в верхнелужицком языке

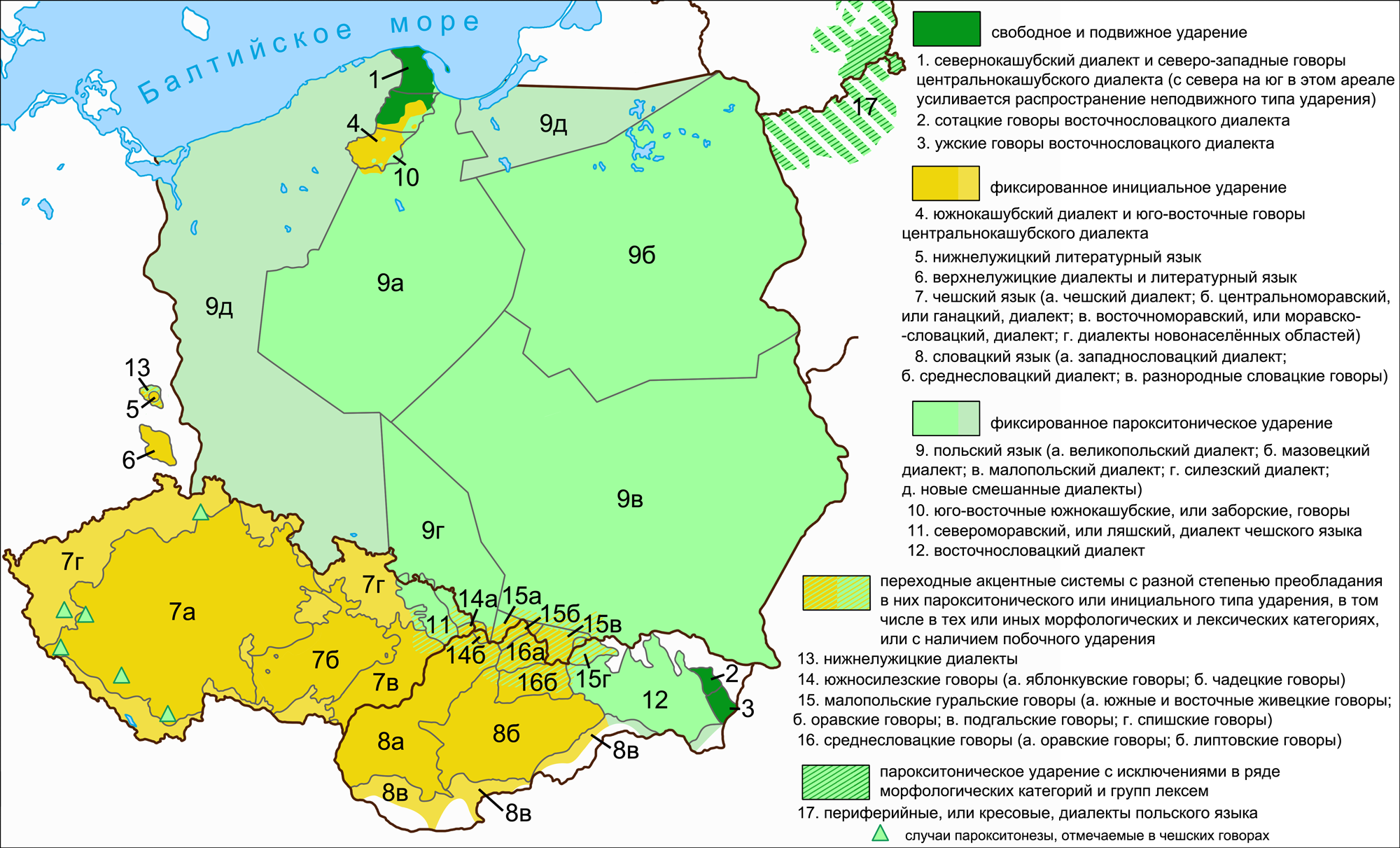
Тип ударения в верхнелужицком языке на карте акцентных систем западнославянского ареала

Ударе́ние в верхнелу́жицком языке́ (в.-луж. akcent, přizwuk) — одна из основных просодических характеристик верхнелужицкой фонологической системы. По основному фонетическому компоненту относится к динамическому (или силовому, экспираторному) типу (dynamiski, wudychowy, ekspiratoriski akcent), по структуре — к фиксированному инициальному типу (inicialny akcent) с преобладанием ударения в слове и тактовой группе на первом слоге. Указанные признаки ударения характеризуют как литературную норму верхнелужицкого языка, так и большинство его диалектов. В потоке речи ударение выполняет разграничительную функцию, отмечающую границы слов.

## Характеристика

### Словесное ударение
В словах с двумя и тремя слогами ударение в верхнелужицком языке всегда падает на первый слог: ˈdobry ˈwječor «добрый вечер», ˈsprawny «прямой, честный», ˈrjany «красивый, хороший», ˈpřećelna «вежливая», ˈŁužica Лужица, ˈměsto «город».
В словах с четырьмя и более слогами помимо основного первого ударного слога факультативно выделяется предпоследний слог при помощи слабого второстепенного (побочного) ударения: ˈdomoˌwina «родина», ˈdźiwaˌdźelnik «актёр, артист», ˈdźělaˌćerski «рабочий». В сложных словах, включая слова, состоящие из менее, чем из четырёх слогов, второстепенное ударение падает на первый слог второго члена слова: ˈpraˌstary «древний», ˈknihiˌwjazar «переплётчик», ˈzemjeˌpis «география», ˈzapadoˌslowjanski «западнославянский».
У имён прилагательных и наречий в форме превосходной степени ударение падает на первый слог (на префикс naj-), при этом на основе ставится второстепенное ударение: ˈnajˌrjeńši «самый красивый», ˈnajˌspěšniši «самый быстрый», ˈnajˌbóle «наиболее, больше всего». При логическом выделении основы главное ударение может смещаться на гласную основы, а побочное — на первый слог (на префикс naj-): ˌnajˈrjeńši, ˌnajˈspěšniši.
В заимствованных словах ударение сохраняется в основном на том слоге, на котором его принято ставить в языке-источнике (прежде всего, в немецком языке): literaˈtura «литература», repuˈblika «республика», adˈresa «адрес», šoˈfer «шофёр», foˈnetika «адрес», patrioˈtizm «патриотизм», stuˈdent «студент», awˈgust «август», okˈtober «октябрь», obˈjekt «объект». В заимствованных словах с суффиксом -ita и в части слов с суффиксом -ija ударение ставится на третьем слоге от конца слова (перед суффиксом): uniˈwersita «университет», soliˈdarita «солидарность», awˈtorita «авторитет», agiˈtacija «агитация», organiˈzacija «организация», proˈdukcija «производство, продукция», poˈlicija «полиция», но teoˈrija «теория» (нем. Theoˈrie), poeˈzija «поэзия» (нем. Poeˈsie), meloˈdija «мелодия» (нем. Meloˈdie). Ударение перед суффиксом ставится также в ряде заимствований на -ika: mateˈmatika «математика», poˈlitika «политика» (но Mathemaˈtik, Poliˈtik — в немецком). У глаголов с суффиксом -owa ударение ставится на слоге, предшествующем этому суффиксу: teleˈfonować «звонить (по телефону)», reˈdigować «редактировать», ˈstudować «учиться, изучать», ˈšokować «лечить». В заимствованиях, проникших в диалекты, отмечается тенденция переноса ударения на первый слог вне зависимости от того, как ударение ставится в немецком языке: ˈcurik «назад» (нем. zuˈrück).

### Ударение в фонетическом слове
Односложные предлоги, образующие единое фонетическое слово вместе с примыкающими к ним одно- или двусложными полнозначными словами, как правило, перетягивают ударение на себя: ˈwo zemju «об землю», ˈza blidom «за столом», ˈdo města «в город», ˈna wiki «на рынок», ˈke mni «ко мне», ˈwo nas «о нас», ˈza was «за вас». В случае, если предлоги, оканчивающиеся на согласную, находятся перед словами, которые начинаются с близкого по звучанию согласного или с группы согласных, то к таким предлогам добавляется ударная гласная -е: ˈwe wodźe «в воде», ˈze šule «из школы», ˈwe mni «во мне». Наиболее регулярно ударение смещается на односложные предлоги, в том числе и предлоги, расширенные гласной -е, с таких слов, как stwa «комната» (ˈwe jstwě «в комнате»), wjes «деревня» (ˈdo wsy «в деревню»), ja «я» (ˈwote mnje «от меня»), mša «месса», wšón «весь», što «что». Во всех прочих случаях ударение может падать как на односложный предлог, так и на последующее за ним слово: ˈwot njeho или wot ˈnjeho «от него».
Если полнозначное слово (имя существительное или местоимение) в позиции после предлога состоит из трёх и более слогов, то ударение падает на первый слог полнозначного слова: na ˈwustajeńcy «на выставке», na ˈČornobohu на Чорнобоге, do ˈBudyšina до Будышина. Также фонетическое ударение смещается с предлога на полнозначное слово при подчёркивании значения слова с предлогом во фразе логическим ударением: na ˈwiki, a nic na ˈbanku «на рынок, а не в банк». Кроме этого, часто безударными становятся предлоги в том случае, если за предлогом следуют имя прилагательное или имя числительное и местоимение адъективного типа склонения, согласуемые с именем существительным: do ˈnoweho ˈměsta «в новый город», do ˈwulkeje wsy «в большое село», na ˈštwórtym ˈměstnje «на четвёртом месте», na ˈdołhim ˈštryčku «на длинной верёвке».
Если в словосочетание входят многосложные предлоги, то ударение ставится и на первый слог полнозначного слова, и на первый слог предлога: ˈpřećiwo ˈwójnje «против войны».

### Клитики
Ряд фонологически зависимых слов в верхнелужицком языке, называемых клитиками, всегда являются безударными. Они могут размещаться как перед полнозначным словом (проклитики), так и за ним (энклитики). К таким словам относят формы личных и возвратного местоимений mnje «меня», mni «мне», mnu «мной», će «тебя», ći «тебе», je «его», so «себя», sej «себе»; односложные частицы и союзы -li «если, как, ли», pak «а, же», drje «хотя, разве, же», da «же, ну, а», ha «же», dźě «ведь, же», ’no «ну, вот, же», ’šće «ещё», ’žno «уже́», a «и, да, а, но», hdyž «когда, если», hdy «когда»; краткие формы глагола być «быть» в будущем времени: b’du «буду», b’dźeš «будешь» и т. д. К потенциальным клитикам, которые чаще всего находятся в безударном положении, но могут быть и ударными, относят формы местоимений ja «я», mi «мне», mje «меня», ty «ты», wy «вы», was «вас», my «мы», nas «нас», tón «этот», kiž «который», kotryž «который»; личные формы вспомогательного глагола być в настоящем времени sym, sy, je и т. д.; личные формы вспомогательного глагола być сослагательного наклонения bych, by, bychmy и т. д.; личные формы вспомогательного глагола być в форме претерита běch, bě, běchu и т. д.; частицы njech «пусть», wšak «однако, ведь, всё-таки, всё же», snadź «может быть», traš «может быть, пожалуй, авось».

### Редукция
Высокая интенсивность динамического типа ударения в верхнелужицком языке часто приводит к редукции безударных гласных. Наиболее характерна редукция для разговорного стиля литературной нормы и для диалектов. Например, гласная ě в верхнелужицком редуцируется до ’e (wěm «знаю» — ˈnjewjem «не знаю»), а гласная ó редуцируется до o (ˈmóžu «могу» — ˈnjemožu «не могу»). В ряде случаев сильная редукция приводит к выпадению гласных, что отмечается, например, у глаголов с инфинитивом на -nyć, у которых выпадает безударная гласная y (wuknć < ˈwuknyć «учиться»). Кроме того, в разговорной речи в любых словах могут выпадать гласные i и u (ˈkuzłarnča < ˈkuzłarniča «ведьма, колдунья», ˈkokla < ˈkokula «кукушка»).

### Фразовое ударение
Фразовое ударение (sadowy akcent, přizwuk, doraz), выражаемое усилением словесного ударения одной из синтагм в составе фразы, ставится при нейтральном произнесении на ударной гласной последнего слова в конечной синтагме (тактовой группе). Фразовое ударение обычно проявляется в одновременном повышении силы/интенсивности и высоты тона ударной гласной. Логическое ударение в высказывании, которое призвано акцентировать внимание на какой-то его части или выразить эмоции, может падать на любое слово, важное с логической, смысловой стороны.

## История
Изначально ударение в пралужицких диалектах, на основе которых сформировались современные верхнелужицкие диалекты и литературный язык, сохраняло общеславянское состояние — оно было свободным, или разноместным (падающим в разных словах на разные слоги), подвижным (меняющим своё место в разных словоформах одного слова) и музыкальным. Ударение в современном верхнелужицком языке утратило свободную структуру, став фиксированным, а музыкальный компонент ударения был заменён на силу/интенсивность и длительность ударной гласной. Тем не менее, следы древних элементов просодических характеристик пралужицких диалектов отчасти сохраняются в верхнелужицкой фонологической системе до сих пор — они отражены в распределении гласных в начальных группах raT, laT, roT, loT и в группах середины слова TroT, TloT, TreT, TleT, TróT, TlóT, TrěT, TlěT. Начальные группы *orT, *olT под акутовой интонацией изменились в raT, laT (radlo «соха, рало», ramjo «плечо»), а под циркумфлексной и новоакутовой — в roT, loT (rosć «расти», łochć «локоть»). В группах *TorT, *TolT, *TerT, *TelT в слогах с бывшим акутом представлены гласные ó (из *ō) и ě (из *ē), а с циркумфлексом — o и e: dróha «дорога» — wrota «ворота», hroda «за́мка, крепости» (из *TorT), błóto «грязь, болото» — hłowa «голова», złoto «золото» (из *TolT), brěza «берёза» — drjewo «древесина» (из *TerT), młěć «молоть» — wlec «волочить» (из *TelT).
По данным Г. Шааршмидта, процесс формирования фиксированного инициального ударения в пралужицких диалектах начался после падения редуцированных. Этот процесс охватил всю лужицкую языковую территорию и продолжался, вероятнее всего, на протяжении XII—XIV веков. Наряду с основным ударением на первом слоге в словах с тремя и более слогами возникало второстепенное ударение на предпоследнем слоге. В дальнейшем второстепенное ударение стало преобразовываться в основное на большей части нижнелужицкого ареала и в восточных переходных диалектах (слепянском и мужаковском) — вероятно, изменение типа ударения от инициального к парокситоническому (фиксированному на предпоследнем слоге) произошло в этих лужицких регионах несколько раньше, чем в польском языке. На верхнелужицкой языковой территории ударение на первый слог не только сохранилось, но и стало более интенсивным, что привело к редукции безударных гласных верхнего и средне-верхнего подъёма в предпоследнем слоге.